# 国权路站
国权路站位于中华人民共和国上海市杨浦区四平路与国权路交叉口，是上海地铁10号线与18号线的地铁换乘站。
10号线车站主体位于四平路路面下，呈南北向。18号线站体位于四平路以东的国权路地下。两站呈Γ字形，站厅换乘。

## 车站结构
| 地面层   | 出入口             | 1-4出入口                                 |  |  |
| 地下一层 | 10号线站厅         | 票务服务、自动售票机、人工服务台          |  |  |
|          | 18号线站厅         | 票务服务、自动售票机、人工服务台          |  |  |
| 地下二层 |                    | █ 10号线 往虹桥火车站或航中路（同济大学） |  |  |
|          | 岛式站台，左侧开门 |                                           |  |  |
|          |                    | █ 10号线 往基隆路（五角场）               |  |  |
| 地下三层 |                    | █ 18号线 往长江南路（复旦大学）           |  |  |
|          | 岛式站台，左侧开门 |                                           |  |  |
|          |                    | █ 18号线 往航头（抚顺路）                 |  |  |

国权路站共有4层。地面为车站出口，地下一层为车站大厅，地下二层为10号线站台，地下三层为18号线站台。10号线、18号线站厅的高度略有差异，二者通过楼梯连接，楼梯扶手上安装有升降平台。

## 车站出口
国权路站共有4个出入口，各出入口如下所示：
| 出口编号            | 出口指示       | 照片 |
| ------------------- | -------------- | ---- |
| 1 · 出口 · （设有） | 四平路，国权路 |      |
| 2 · 出口            | 国权路         |      |
| 3 · 出口            | 国泰路，四平路 |      |
| 4 · 出口 · （设有） | 四平路，国权路 |      |
| 图例： 设有         |                |      |

## 公交换乘
55、60、61、80、118、147、307、325、405、723、817、910、937、975、大桥五线

## 车站周边
复旦大学附属中学、中国人民解放军空军上海基地。

## 车站历史
- 2010年4月10日：10號線国权路站启用。
- 2021年12月30日：18號線国权路站启用。